# 32
32 је била преступна година.

## Догађаји
- Гувернер Сирије Публије Помпоније Флак.
- Земљотрес у Битинији и помрачење Сунца (ови догађаји су касније повезани са смрћу Исуса Христа).
- Филон пише своје симболичко тумачење Старог завета (Алегорија).

## Рођења
- 28. април — Отон, римски цар (у. 69)